# هموژنایزر اولتراسونیک

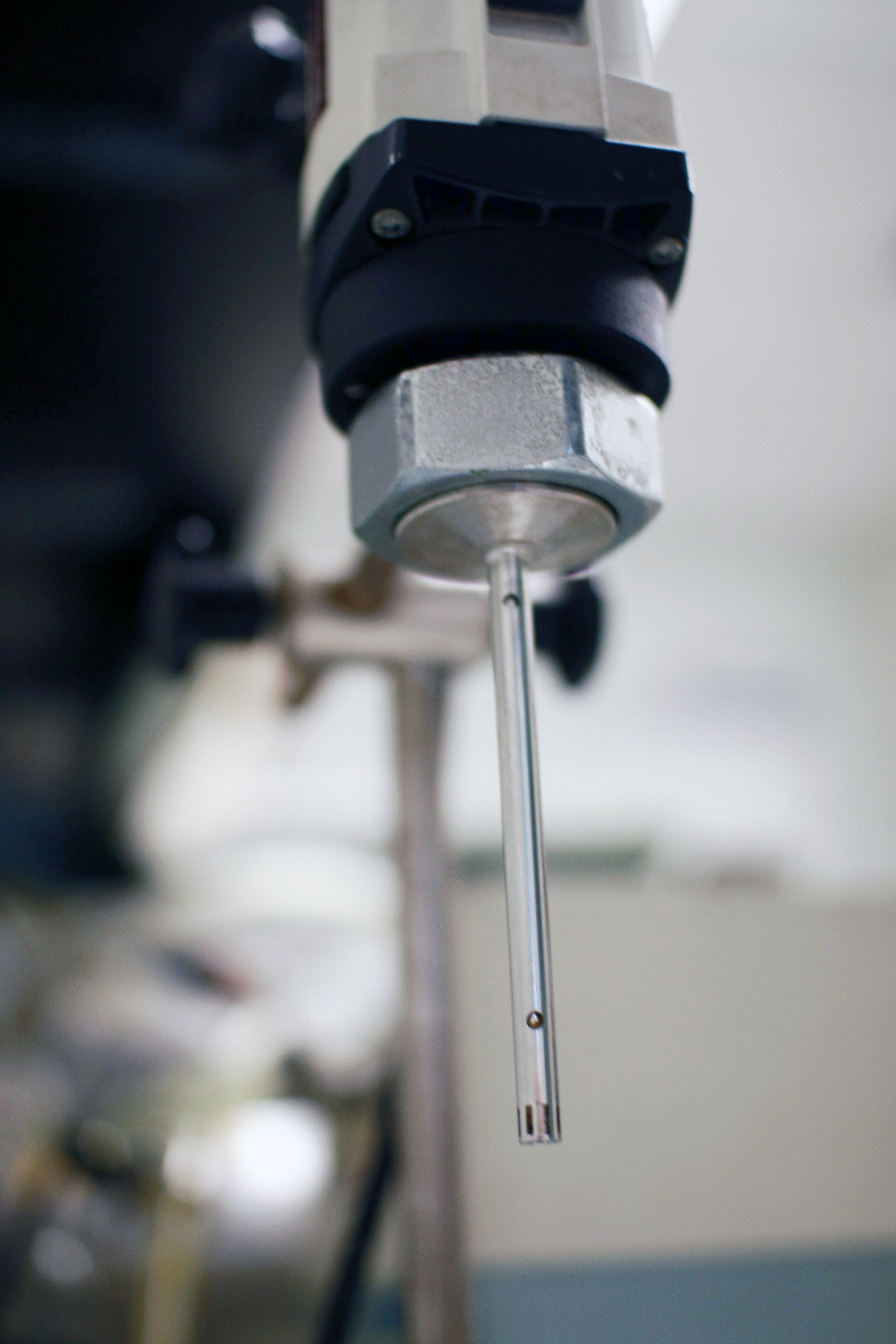
هموژنایزر اولتراسونیک

همگن‌ساز فراصوتی (به انگلیسی: Ultrasonic Homogenizer) یا هموژنایزر اولتراسونیک دستگاهی به منظور تبدیل یک جریان الکتریکی به یک ارتعاش مکانیکی است که سبب همگن‌شدن محلول می‌شود. این دستگاه با ایجاد امواج شدید فشاری در یک محیط مایع کار می‌کند. امواج فشاری باعث جریان در مایع‌شده و تحت شرایط مناسب موجب پدیده کاویتاسیون گفته می‌شود. انفجار حباب‌ها تولید موج ضربه‌ای با انرژی کافی برای شکستن پیوند کووالانسی می‌کند. نیروی برشی حاصل از انفجار حباب و همچنین از جریان‌های اغتشاشی ناشی از ارتعاش صوتی برای همگن‌سازی و تخریب سلول استفاده می‌شود.

## اجزای دستگاه
1. ژنراتور آلتراسونیک: سبب تولید یک جریان متناوب الکتریکی با فرکانس ۲۰ کیلو هرتز یا بیشتر و توان قابل تنظیم می‌گردد که وظیفه کنترل ورودی و نمایش پارامترهای قابل مشاهده و مدیریت فرایند را نیز دارد.
2. مبدل فراصوت: جریان متناوب تولیدشده توسط کنترلر در این قسمت سبب ارتعاش مکانیکی قطعه پیزوالکتریک دستگاه‌شده که در نهایت سبب ارتعاش تیپ می‌گردد.
3. هورن یا سونوترود: موج مکانیکی تولیدشده در قطعه پیزوالکتریک به تیپ دستگاه انتقال یافته، تشدیدشده و در نهایت به محیط واکنش منتقل می‌گردد.[۲]

## کاربردها
از جمله کاربردهای متنوع این دستگاه می‌توان به دیسپرس کردن نانوذرات در مایعات، تولید امولسیون و سوسپانسیون پایدار، شکاندن مولکول‌های پلیمری سنگین، فرآوری پروتئینها و دی‌ان‌ای، عصاره‌گیری و غیره اشاره کرد.
به دلیل گستردگی کاربردهای امواج فراصوتی در علم شیمی، امروزه شاخه‌های جدیدی جدیدی موسوم به سونوشیمی و سونوالکتروشیمی به کاربرد فراصوت در شاخه شیمی می‌پردازند. در جدول زیر، کاربردهای این دستگاه در تعدادی از حوزه‌های علمی و صنعتی لیست‌شده است:
- محصولات آرایشی و بهداشتی و کرم‌های تولیدشده با همگن‌ساز فراصوتی
- عصاره‌گیری به کمک همگن‌ساز فراصوتی
- لاستیک تقویت‌شده با کربن بلک با استفاده از همگن‌ساز التراسونیک